# Achères (Yvelines)
 Achères  es una población y comuna francesa, en la región de Isla de Francia, departamento de Yvelines, en el distrito de Saint-Germain-en-Laye y cantón de Saint-Germain-en-Laye-Nord.

## Demografía
| 349 | 415 | 416 | 433 | 508 | 506 | 553 | 585 | 595 | 648 | 715 | 853 | 874 | 847 | 801 | 944 | 1 158 | 1 260 | 1 496 | 1 703 | 2 374 | 3 109 | 3 641 | 3 936 | 4 459 | 5 390 | 10 444 | 15 172 | 15 351 | 15 039 | 18 942 | 19 789 |
| Para los censos de 1962 a 1999 la población legal corresponde a la población sin duplicidades (Fuente: INSEE [Consultar]) |     |     |     |     |     |     |     |     |     |     |     |     |     |     |     |       |       |       |       |       |       |       |       |       |       |        |        |        |        |        |        |